# Караимская улица (Феодосия)
Караимская улица, улица Фурманова — улица в исторической части Феодосии, проходит от улицы Ленина до улицы Желябова.

## История
Находится в границах древней генуэзской крепости. Была центральной улицей караимской слободы.

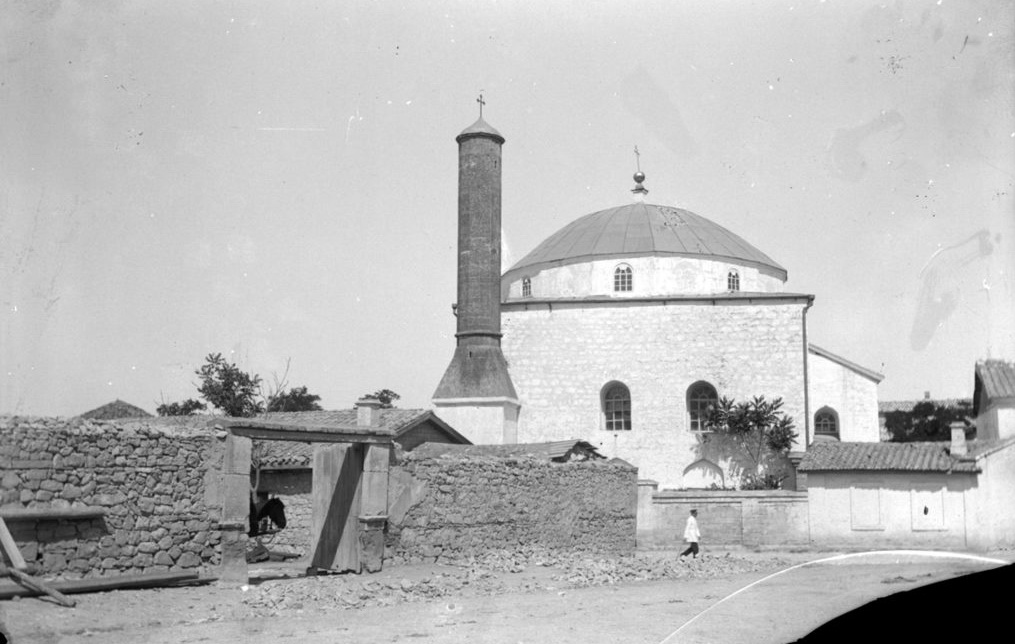
Мечеть Муфти-Джами в бытность христианским храмом, фото 1897 года

С 1623 по 1630 год в районе улицы феодосийскими турками по образцу средневековых стамбульских мечетей была возведена мечеть Муфти-Джами, единственное из ныне сохранившихся в городе и его окрестностях историческое мусульманское культовое сооружение. С конца XVIII века, после присоединения Крыма к Российской империи здание мечети занимала церковь армян-католиков. В 1930-е годы церковь закрыли. В 1975 году здание мечети реставрировано, ему возвращён первоначальный вид с восстановлением утраченной части минарета. С 1998 года в мечети возобновлены пятничные молитвы Джума-намаз.
В советское время носила имя героя Гражданской войны Д. Фурманова, историческое название возвращено улице в 1990 году.

## Достопримечательности
- д. 6 — мечеть Муфти-Джами  Объект культурного наследия народов РФ федерального значения. Рег. № 911510360650006 (ЕГРОКН)
- д. 14 — бывший особняк Самойловича  памятник архитектуры[8]